# Toledo (Waszyngton)
Toledo – miasto w Stanach Zjednoczonych, w stanie Waszyngton, w hrabstwie Lewis.